# BBC Select (serviço de streaming)
BBC Select é um serviço de streaming disponível na América do Norte lançado em fevereiro de 2021. O serviço é propriedade do braço comercial da BBC, BBC Studios, e apresenta documentários e programação factual anteriormente exibida no Reino Unido pela BBC e programas de outras emissoras britânicas, como Grayson Perry’s Big American Road Trip do Channel 4. O serviço está disponível nos canais do Amazon Prime e no aplicativo Apple TV.